# Palazzo Galeano
Il palazzo Galeano, noto anche come palazzo Raimondi, è un palazzo nobiliare di Lodi, sito nel centro storico della città.

## Storia
Il palazzo, costruito nel XVII secolo, appartenne in origine alla famiglia Bertoglio.
Nel 1752 il palazzo venne acquistato da tale Pietro Antonio Beccante, commerciante di vini originario di Casalmaggiore; egli nel 1768 acquisì anche la limitrofa casa Navarra (posta immediatamente a sinistra del palazzo) e fece realizzare una nuova facciata per dare ai due edifici un aspetto unitario. Rimase tuttavia un’evidente curvatura nel punto di contatto fra il nucleo originario del palazzo e la parte acquisita in seguito.
Successivamente il palazzo pervenne ai marchesi Galeano, che lo resero più sfarzoso affidandone la decorazione interna ai pittori Ferrabini e Degrà.

## Caratteristiche
Il palazzo è posto all’angolo fra il corso Umberto I, sul quale prospetta la facciata principale, e la via Volturno, quasi dirimpetto alla chiesa di San Filippo.
Le facciate contano tre ordini di finestre, ornate da cornici riccamente decorate; il piano nobile è posto al primo piano, ed è sormontato da un piano superiore di altezza ridotta. Riccamente decorato, in bugnato alla greca, è anche lo spigolo fra le due facciate.
La facciata principale, prospettante sul corso Umberto I, è disegnata simmetricamente; al centro si apre il portale, sormontato da un balcone con ringhiera in ferro battuto. Le finestre del pianterreno hanno altezze alternate nella parte inferiore, per lasciare spazio a quattro ingressi secondari, dei quali due sono murati e due ospitano negozi.
La facciata laterale, prospettante sulla stretta via Volturno, riprende nelle altezze e negli ornamenti il disegno di quella principale, con la particolarità di due coppie di finestre binate.
All’interno si apre un cortile, porticato su due lati; da esso ha origine lo scalone, coperto da un soffitto a volta.